# Playing in the Shadows
Playing in the Shadows é o terceiro álbum de estúdio do cantor britânico Example, lançado em 4 de setembro de 2011 pela Ministry of Sound. Example havia confirmado que havia muito do álbum anterior, não haveria nenhuma colaboração, além dos produtores (incluindo o frequente colaborador Skream). Durante uma entrevista, Example disse que o álbum tem dance orientada, embora ele se tornaria um movimento gradual de eletrônica e gêneros de dubstep.
O lançamento do álbum foi precedido por dois singles, "Changed the Way You Kiss Me" e "Stay Awake", ambos chegaram ao topo da parada britânica UK Singles Chart. O terceiro single, contém a colaboração no vocal de Laidback Luke em "Natural Disaster", lançado em 16 de outubro de 2012. O quarto single, "Midnight Run" foi lançado em 4 de dezembro do mesmo ano.

## Faixas
| Edição padrão |                                                                         |                                          |                      |         |  |
| N.º           | Título                                                                  | Compositor(es)                           | Produtor(es)         | Duração |  |
| 1.            | "Skies Don't Lie"                                                       | Elliot Gleave, Adam Walder               | Funkagenda           | 4:24    |  |
| 2.            | "Stay Awake"                                                            | Gleave, Daniel Stephens, Joseph Ray      | Nero                 | 3:24    |  |
| 3.            | "Changed the Way You Kiss Me"                                           | Gleave, Michael Woods                    | Michael Woods        | 3:15    |  |
| 4.            | "The Way"                                                               | Gleave, Rollo Armstrong, Ayalah Bentovim | Faithless            | 4:28    |  |
| 5.            | "Natural Disaster" (Laidback Luke vs. Example) (Extended Album Version) | Gleave, Lucas van Scheppingen            | Laidback Luke        | 5:05    |  |
| 6.            | "Never Had a Day"                                                       | Gleave, Andy Sheldrake                   | Sheldrake, DC Breaks | 3:53    |  |
| 7.            | "Microphone"                                                            | Gleave, Guy Chambers                     | Brookes Brothers     | 4:16    |  |
| 8.            | "Playing in the Shadows"                                                | Gleave, Iain Archer                      | Chase & Status       | 4:39    |  |
| 9.            | "Midnight Run"                                                          | Gleave, Jon Gooch                        | Feed Me              | 3:58    |  |
| 10.           | "Under the Influence"                                                   | Gleave, Oliver Jones                     | Skream               | 4:55    |  |
| 11.           | "Wrong in the Head"                                                     | Gleave, Tom Neville                      | Tom Neville          | 3:11    |  |
| 12.           | "Anything"                                                              | Gleave, Dragan Roganović                 | Dirty South          | 3:31    |  |

| Faixa bônus |                     |                       |                           |         |  |
| N.º         | Título              | Compositor(es)        | Produtor(es)              | Duração |  |
| 13.         | "Lying to Yourself" | Gleave, Eddie Jenkins | Eddie Jenkins, Wez Clarke | 3:34    |  |

| Faixas bônus do iTunes |                                                      |               |         |  |
| N.º                    | Título                                               | Produtor(es)  | Duração |  |
| 13.                    | "Plastic Smile" (Example vs. Felguk)                 | Felguk        | 4:42    |  |
| 14.                    | "Shot Yourself in the Foot Again" (Skream & Example) | Skream        | 5:05    |  |
| 15.                    | "Changed the Way You Kiss Me" (Friction Remix)       | Michael Woods | 4:46    |  |

## Posições
| Tabelas musicais (2011)                                      | Melhor posição |
| ------------------------------------------------------------ | -------------- |
| Alemanha (German Albums Chart)                               | 43             |
| Austrália (Australian Albums Chart)                          | 14             |
| Escócia (Scottish Albums Chart)                              | 3              |
| Irlanda (Irish Albums Chart)                                 | 6              |
| Nova Zelândia (New Zealand Albums Chart)                     | 22             |
| Suíça (Swiss Albums Chart)                                   | 59             |
| Reino Unido (UK Dance Albums Chart)                          | 1              |
| Reino Unido (UK Independent Albums Chart)[carece de fontes?] | 1              |
| Reino Unido (UK Albums Chart)                                | 1              |

## Histórico de lançamento
| País        | Data                  | Formato              | Gravadora         |
| ----------- | --------------------- | -------------------- | ----------------- |
| Irlanda     | 4 de setembro de 2011 | Download digital, CD | Ministry of Sound |
| Reino Unido | 4 de setembro de 2011 | Download digital, CD | Ministry of Sound |
| Austrália   | 9 de setembro de 2011 | Download digital, CD | Ministry of Sound |